# إديث شابين
إديث تشابين هى صحفية أمريكية ومحررة حاليًا في ان بى ار للاخبار. كانت سابقًا محرره في مكتب الشؤون الخارجية لأخبار ان بى ار قبل العمل فيها، حيث أمضىت 25 عامًا في قناه سى ان ان الاخبارية.

## حياتها العامة
أمضت تشابين، وهي ابنة موظف في السلك الدبلوماسي، عدة سنوات في دول عديده كالبرازيل وإثيوبيا وغواتيمالا. وبعدها التحقت تشابين بمدرسة الماجستير من 1979 إلى 1983 ، ثم تخرجت من كلية ميديل للصحافة[بحاجة لمصدر] بجامعة نورث وسترن في عام 1986 بدرجة البكالوريوس في الصحافة.

## مسيرتها المهنية
انضمت تشابين إلى سي إن إن بعد تخرجها من نورث وسترن. حيث عملت في الشبكة لمدة 25 عامًا، وأصبحت في النهاية نائب الرئيس ونائب رئيس مكتب سى ان ان في واشنطن العاصمة.
خلال مسيرتها المهنية في سي ان ان، كانت تشابين في نيويورك خلال هجمات 11 سبتمبر. ثم وجهت جميع التقارير عن الهجمات وتداعياتها. ساهمت في تغطية الحادثة، وهو كتاب صدر عام 2002 عن أحداث 11 سبتمبر.
انضمت إلى ان بى ار في عام 2012 كرئيسة تحرير لمكتب الشؤون الخارجية لأخبار. وفي عام 2015، تمت ترقيتها إلى رئيسة التحرير.

## الجوائز التى حازتها
حازت تشابين على جائزة بيبودي[بحاجة لمصدر] عن اداءها وتغطيتها المميزه لإعصار كاترينا في عام 2005[بحاجة لمصدر].